# Quilla (ave)

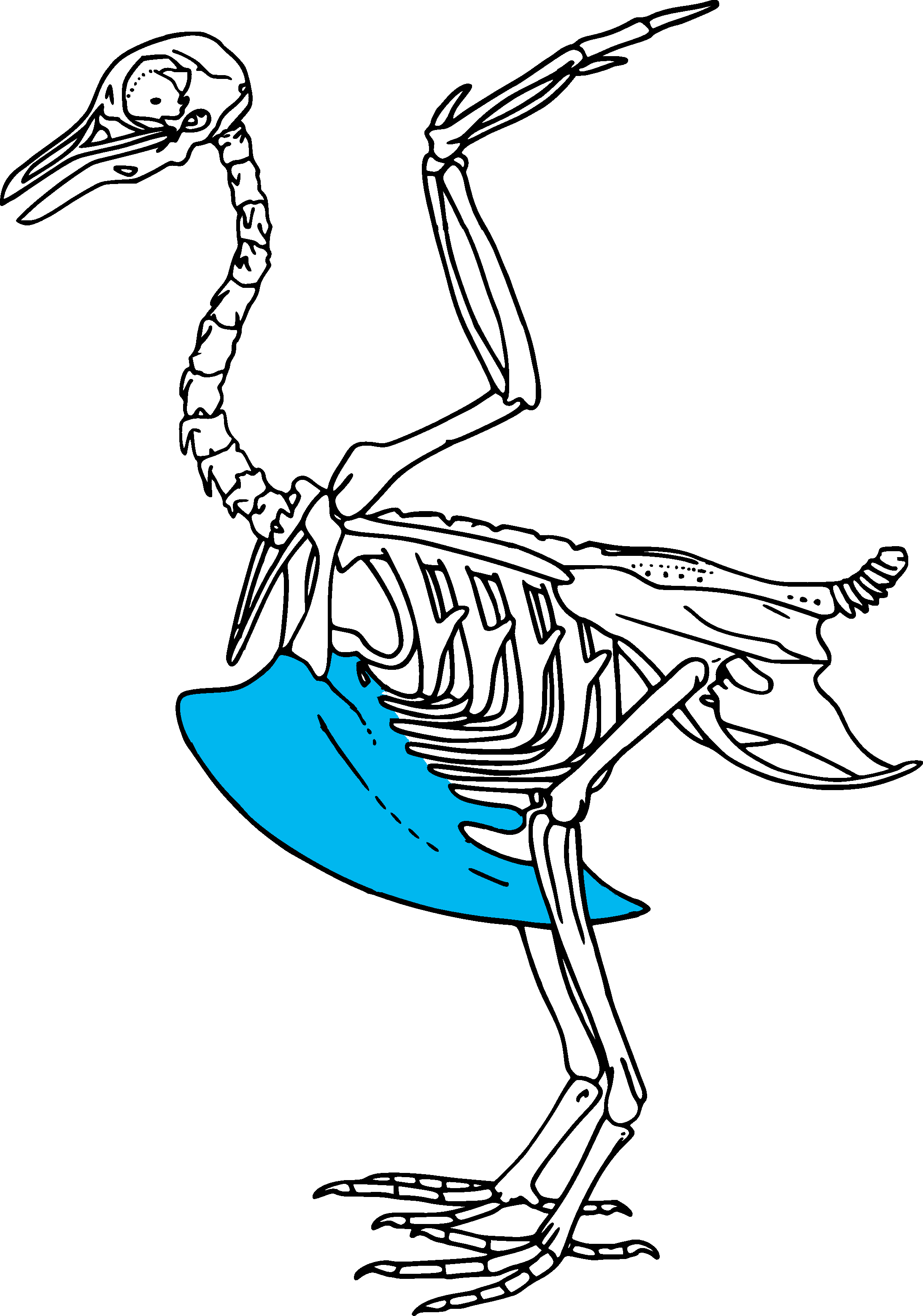
Este esqueleto estilizado de paloma resalta la quilla del esternón

Una quilla en la anatomía de las aves es una extensión del esternón (hueso del pecho). La quilla recorre longitudinalmente a lo largo de la línea media del esternón y se extiende hacia fuera, perpendicular al plano de las costillas. La quilla provee un anclaje por cada lado para los músculos del vuelo, pectorales y supracoracoideos, que bajan y suben las alas respectivamente. La quilla no existe en todas las aves, en particular algunas aves no voladoras carecen de esta estructura.
Históricamente, la presencia o ausencia de una estructura de quilla pronunciada fue usada para una clasificación amplia de las aves en dos clados: Carinatae (de carina, quilla) que tienen una quilla pronunciada; y ratites (del latín ratis, "balsa" referido a la forma aplanada del esternón) que tienen una estructura de quilla sutil o carecen por completo de ella. Sin embargo, esta clasificación ha caído en desuso a medida que los estudios evolutivos han demostrado que todas las aves no voladoras evolucionaron de aves voladoras. La definición actual de Carinatae incluye ahora todos los taxones de aves modernas.